# ظلة المصباح (أداة)

ظُلتا مصباحين حديثين

ظُلَّة المصباح أو مِظَلَّة المصباح أو كُمَّة المصباح أو الأباجور أو الأباجورة أو القجر أو عاكس الضوء هو إطار أو ورقة أو قطعة قماش عاكسة تعلق على المصابيح الكهربائية الأكمام النحاس، وغالبًا ما تقدم مع إطار معدني، والتي يتم وضعها على مصابيح، لاضعاف أو تليين الخفيفة وشدة مصدر الضوء، من خلال زيادة التقدم التكنولوجي لنشر وتدقيق أفضل. وعاكس النور يناسب كلا ضوء المهمة على مصباح معلق. يمكن أن يكون لها مختلف الأشكال، المخروطية، أسطواني، أو غيرها. في الهندسة المعمارية، وعاكس الضوء هو فتح منحرف في جدار، والتي يمكن أن تعطي الضوء إلى المكان الذي لا يمكن الحصول على أعلاه، على سبيل المثال، جهاز التنفس الصناعي لقبو أو القبو.